# Usina Hidrelétrica de Peixe Angical
A Usina Hidrelétrica de Peixe Angical é uma usina localizada no Rio Tocantins na cidade de Peixe. Tem potência instalada de aproximadamente 452 MW, e possui três unidades geradoras com turbinas Kaplan.